# Li Xiaoxia
Li Xiaoxia (förenklad kinesiska: 李晓霞; traditionell kinesiska: 李曉霞; pinyin: Lǐ Xiǎoxiá), född den 16 januari 1988 i Anshan, är en kinesisk bordtennisspelare som tog OS-guld i damlagsturneringen och även i damsingeln vid de olympiska bordtennistävlingarna 2012 i London.
Vid världsmästerskapen i bordtennis 2016 i Kuala Lumpur tog hon VM-guld med det kinesiska landslaget. Li tog en guldmedalj i lagturneringen och en silvermedalj i singel vid de olympiska bordtennistävlingarna 2016 i Rio de Janeiro.